# Daine Todd
Daine Todd (* 10. Januar 1987 in Red Deer, Alberta) ist ein ehemaliger kanadischer Eishockeyspieler, der im Verlauf seiner Karriere in verschiedenen europäischen Ligen aktiv war, darunter bei den Iserlohn Roosters aus der Deutschen Eishockey Liga (DEL) und den Black Wings Linz aus der ICE Hockey League.

## Karriere
Daine Todd gehörte ab dem Sommer 2003 fünf Jahre lang dem Team der Medicine Hat Tigers aus der Western Hockey League (WHL) an und war schon dort einer der offensivstärksten Verteidiger. Allerdings hatte er schon in dieser Zeit mit Verletzungen zu kämpfen, unter anderem musste er als Juniorenspieler an beiden Schultern operiert werden. In der Saison 2006/07 verpasste er infolge von Verletzungen fast die komplette reguläre Saison. In den Playoffs trug er dann aber mit 15 Scorerpunkten in 22 Spielen dazu bei, dass sein Team die Meisterschaft in Form des President’s Cup gewann. Im Kampf um den Memorial Cup 2007 zogen die Tigers anschließend bis ins Finale ein. Zwischen 2006 und 2008 war er zudem Mannschaftskapitän.
Im Sommer 2008 wurde Todd ins Eishockeyteam der University of New Brunswick, die UNB Varsity Reds, aufgenommen. In der folgenden Saison konnte er wegen einer neuerlichen Verletzung aber kein einziges Spiel absolvieren. Im Frühjahr 2011 gewann er mit den Varsity Reds erstmals den University Cup der Canadian Interuniversity Sport (CIS). Als die Mannschaft diesen Erfolg zwei Jahre später wiederholte, erzielte der Verteidiger das Siegtor im Finale gegen die Saint Mary’s University Halifax. Noch im April 2013 boten ihm die Texas Stars aus der American Hockey League (AHL) einen Probevertrag an. Zur Saison 2013/14 wurde er dann aber von AHL-Konkurrent Portland Pirates verpflichtet.
Im Alter von 27 Jahren wechselte Todd im Sommer 2014 nach Europa und schloss sich dem finnischen Klub Jokerit aus der Kontinentalen Hockey-Liga (KHL) an. Zwei Jahre später unterschrieb er einen Vertrag bei Luleå HF aus der Svenska Hockeyligan (SHL), der nach einer Saison im Mai 2017 aufgelöst wurde. Nach einer Spielzeit beim Örebro HK, abermals in der SHL, wurde er von den Iserlohn Roosters aus der Deutschen Eishockey Liga (DEL) unter Vertrag genommen. Im April 2019 wurde der Kontrakt um zwei weitere Jahre verlängert. In der Saison 2019/20 hatte der Kanadier erneut mit Verletzungen zu kämpfen, sodass er nur 16 Partien absolvieren konnte. Inmitten der COVID-19-Pandemie wurde sein Vertrag in Iserlohn im September 2020 aus persönlichen Gründen aufgelöst.
Todd blieb ein Jahr lang vereinslos, bevor er sich im August 2021 den Sheffield Steelers aus der Elite Ice Hockey League (EIHL) anschloss, wo er wieder zu den punktbesten Verteidigern gehörte. Im September 2022 wurde er von den Black Wings Linz aus der ICE Hockey League verpflichtet. Kurz darauf fiel er mit einer Unterkörperverletzung mehrere Wochen lang aus. Mitte April 2023 gab Linz schließlich bekannt, Todds Vertrag nicht zu verlängern, woraufhin er seine Karriere beendete.

## Erfolge und Auszeichnungen
- 2007 President’s-Cup-Gewinn mit den Medicine Hat Tigers
- 2011 University-Cup-Gewinn mit der University of New Brunswick
- 2013 University-Cup-Gewinn mit der University of New Brunswick
- 2020 EIHL Second All-Star Team

## Karrierestatistik
(Legende zur Spielerstatistik: Sp oder GP = absolvierte Spiele; T oder G = erzielte Tore; V oder A = erzielte Assists; Pkt oder Pts = erzielte Scorerpunkte; SM oder PIM = erhaltene Strafminuten; +/− = Plus/Minus-Bilanz; PP = erzielte Überzahltore; SH = erzielte Unterzahltore; GW = erzielte Siegtore; 1 Play-downs/Relegation; Kursiv: Statistik nicht vollständig)